# Avverbi del greco antico
In greco antico, come anche in altre lingue, sono presenti gli avverbi, ovvero parti invariabili del discorso. 
Anticamente, nell'indoeropeo, erano delle specie di sistantici inseriti con un valore autonomo nella frase, senza che influissero nella creazione di proposizioni causali, temporali, concessive ecc... Successivamente con l'evoluzione della sintassi, nel greco antico, gli avverbi iniziarono ad avere una precisa concordanza col predicato, i sostantivi  e gli aggettivi, per realizzare le varie proposizioni del periodo. 
In particolare, gli avverbi si dividono in varie categorie.

## Formazione
Per quanto riguarda la formazione, gli avverbi possono essere o primitivi o derivati. Gli avverbi derivati si formano:
- dagli aggettivi, sostituendo all'uscita -ων del genitivo plurale il suffisso -ως (l'accento va sulla sillaba dove va al genitivo plurale). Sono questi gli avverbi di modo. Es. κακός, "cattivo", genitivo plurale κακῶν, avverbio κακῶς, "male"; φίλος, "amico", genitivo plurale φίλων, avverbio φίλως, "amichevolmente"; βραδύς, "lento", genitivo plurale βραδέων, avverbio βραδέως, "lentamente";
- dagli aggettivi, usando l'accusativo neutro singolare o plurale (accusativo avverbiale). Es. μέγας, "grande", accusativo neutro singolare μέγα, avverbio μέγα, "grandemente"; πολύς, "molto", accusativo neutro plurale πολλά, avverbio πολλά, "spesso";
- da nomi o aggettivi femminili, usando il dativo singolare (dativo strumentale) o l'accusativo singolare (accusativo avverbiale). Es. ἴδιος, "privato", dativo singolare femminile ἰδίᾳ, avverbio ἰδίᾳ, "privatamente"; ἀρχή, "principio", accusativo singolare ἀρχήν, avverbio ἀρχήν, "in principio";
- da preposizione+nome;
- da un verbo;
- da temi nominali, aggettivali o verbali con dei suffissi (-τί come in ὀνομαστί, "per nome", dal tema ὀνοματ- di ὄνομα, ὀνόματος, "nome"; -δην come in κρύβδην "di nascosto", dal tema κρυφ- di κρύπτω, "nascondere"; -δόν come in σχεδόν, "vicino, quasi" dal tema σχε- ad esempio di ἔχω "avere"; -εί come in ἀμαχεί "senza combattere", dal tema μαχ- di μάχη, "battaglia")

a) Gli avverbi aggettivali si formano dagli aggettivi, sia della prima sia della seconda classe, mediante la terminazione -ως (che in pratica si sostituisce alla terminazione -ων del G. plurale):
Es.
- κακός <cattivo> G. plurale κακῶν avverbio κακῶς, <male>
- φίλος <amico> G. plurale φίλων avverbio φίλως, <amichevolmente>
- βραδύς <lento> G. plurale βραδέων avverbio βραδέως <lentamente>

In greco qualsiasi aggettivo può formare un avverbio aggettivale. Tali avverbi sono definiti anche qualificativi, in quanto, come gli aggettivi corrispondenti, esprimono una qualità o un modo; questa tuttavia non è una loro prerogativa, perché esistono anche alcuni avverbi non aggettivali, benché in un numero piuttosto ridotto, che possano esprimere un modo.
b) Gli altri avverbi greci, cioè quelli non aggettivali, sono un insieme piuttosto eterogeneo per formazione e significato. Sono spesso definiti circostanziali in quanto la maggior parte di essi esprime non una qualità, bensì una circostanza o una condizione (ma in alcuni casi anche un modo). Tra le categorie di significato da essi espresse possiamo ricordare:
- Luogo: ἔνθα, <qui>, ἐκεῖ, <lì>, ἄνω, <in alto>, κάτω, <giù>, ἔνδον, <dentro>, ἕξω, <fuori>, πανταχοῦ, <dappertutto>, ἄλλοθι <altrove> ecc.
- Tempo: νῦν, <adesso>, τήμερον <oggi>, ἀεί, <sempre>, οὔποτε, <mai>, αὐτίκα, <subito>, πολλάκις <spesso> ecc.
- Modo: κρύβδην, κρύβδα <di nascosto>, σποράδην <sparsamente>
- Quantità o Misura: μάλα, κάρτα, σφόδρα, <molto>, ἦκα, <poco>, ἄγαν, <troppo> ecc.
- Affermazione e Negazione: ναί (sì), πάνυ <davvero>, οὐδέ <nemmeno>, ἥκιστα <niente affatto> ecc.
- Dubbio: ἴσως <forse>, τάχα <probabilmente> ecc.

## Avverbi di modo formati da aggettivi
La loro formazione consiste nel sostituire il -ν del genitivo plurale di un aggettivo con un -ς.
Esempi:
- θαυμαστῶς da θαυμαστός, -ή, -όν
- βαθέως da βαθύς, -εῖα, -ύ
- λιπαρῶς (<*λιπαρέσως) da λιπαρής, -ές
- εὐδαιμόνως da εὐδαίμων, -ον

Si traducono con la locuzione "in modo" seguita dall'aggettivo di grado positivo oppure con l'avverbio corrispondente.

## Avverbi costituiti da forme cristallizzate
Quest'altra tipologia di avverbi è formata da quelle forme di aggettivi o pronomi cristallizzati in un solo caso.
La traduzione è varia ed è comunque segnalata dal vocabolario. Esempi:
- ὁμοῦ = insieme
- ἀνάγκῃ = necessariamente
- ἀρχήν = da principio

## Avverbi di quantità
Quest'altra categoria è costituita da tutti quegli avverbi formati dagli accusativi neutri (singolari o plurali) dai pronomi o aggettivi indicanti quantità. La traduzione, anche qui, è varia. Esempi:
- πολύ/πολλά da πολύς, πολλή, πολύ = molto
- οὐδέν da οὐδεῖς, οὐδεμία, οὐδέν = per nulla

## Avverbi suffissali
Questi avverbi sono formati da temi di sostantivi, verbi o pronimi con l'aggiunta di suffissi caratterizzanti.
I suffissi sono: -θι, -ι, -σι(ν) (per lo stato in luogo), -ζε, -δε, -σε (per il moto a luogo), -θεν (per il moto da luogo), -δον, -δην, -ει, τι (per il modo).
Esempi:
- σχεδόν (dal tema di ἔχομαι) = vicino, quasi
- βάδην (dal tema di βαίνω) = al passo
- ἀμαχεί (da ἀ+μάχη) = senza combattere
- ἑλληνιστί (dal tema di ἑλληνίζω) = in greco, alla greca
- οἴκοθι (οἶκος) = in casa (stato)
- οἴκοι (οἶκος) = in casa (stato)
- Ἀθήνησι(ν) (Ἀθῆναι) = in Atene
- Ἀθήναζε (Ἀθῆναι) = verso Atene
- οἴκαδε (οἶκος) = verso casa
- ἄλλοσε (ἄλλος, -η, -ο) = (verso) altrove
- οἴκοθεν (οἶκος) = da casa